# Ilona Teimurasowa
Ilona Teimurasowa (* 23. Februar 1977 in Tiflis; bürgerlich Ilona Krassenbaum) ist eine deutsche Konzertpianistin und Musikpädagogin.

## Werdegang
Ilona Teimurasowa wurde 1977 in Tiflis (Georgien) geboren und besuchte dort ab 1982 das Musikgymnasium für hochbegabte Kinder „Sakaria Paliaschwili“. Mit neun Jahren spielte sie ihr erstes Klavierkonzert von Johann Sebastian Bach und mit zehn Jahren ihr erstes Beethoven-Konzert.
1994 begann sie ihr Studium an der Hochschule für Musik Franz Liszt Weimar bei Gunda Köhler-Scharlach und ab 1995 parallel auch bei Lazar Berman. 1996 wurde sie Angestellte auf Honorarbasis als Assistentin für Korrepetition an der Musikhochschule Weimar.
1999 Abschluss des Musikstudiums mit Diplom, sowie ein weiteres Aufbaustudium bei Lazar Berman. 2000 folgte dazu ein pädagogisches Ergänzungsstudium mit Abschluss als Diplom-Pädagogin. 2005 Konzertexamen an der Hochschule für Musik und Theater Hannover bei Bernd Goetzke.

Von Professoren, an deren Meisterkursen sie teilnahm, erhielt sie großes Lob für ihr Klavierspiel. Einige schriftliche Anerkennungen bekam sie u. a. von Karl-Heinz Kämmerling, Peter Feuchtwanger, Bernd Glemser, Boris Bloch und Arbo Valdma.
Ilona Teimurasowa spielte mit dem Nationalen Symphonieorchester Georgiens, der Jenaer Philharmonie und dem Niedersächsischen Jugendsinfonieorchester.
Solo-Konzertreisen führten sie u. a. nach New York, Madrid, Oslo, Rom, Mailand, Piacenza, Cervo, Weimar, Hannover, Paderborn, Berlin, Hamburg, Bonn und zum Schleswig-Holstein Musik Festival sowie den Herzberger Schlosskonzerten.
Des Weiteren spielte sie im Georgischen Fernsehen, in der BBC und beim WDR.
Auch die nationale und internationale Presse berichtete mehrfach über ihre herausragenden Konzerte.
Ilona Teimurasowa lebt mit ihrer Familie in Hannover, wo sie auch als selbständige Musikpädagogin arbeitet.

## Preise und Auszeichnungen
- 1999: 2. Preis Euro-Japanischer Klavierwettbewerb in Weimar / Deutschland
- 2000: 1. Preis Internat. Klavierwettbewerb "della val Tidone" / Italien[4]
- 2000: 1. Preis Internat. Klavierwettbewerb "A. B. Michelangeli" / Italien
- 2003: Publikumspreis Chopin-Gesellschaft Klavierwettbewerb, Hochschule für Musik und Theater Hannover

## Diskografie (Auswahl)
- Rachmaninow: Klavierkonzert Nr. 3 – Ilona Teimurasowa mit dem Niedersächsischen Jugendsinfonieorchester (2005) DVD und CD.